# 키라 폰 프로이센 왕녀
키라 아우구스테 빅토리아 프레데리케 폰 프로이센 왕녀(Princess Kira Auguste Viktoria Friederike of Prussia, 1943년 6월 27일 ~ 2004년 1월 10일)는 키라 키릴로브나 여대공과 루이 페르디난트 폰 프로이센 왕자의 넷째 딸이다. 키라 폰 프로이센 왕녀는 동프로이센의 카디넨(현재의 폴란드 카디니)에서 태어났다.
그녀는 1973년 9월 10일 시민 의식에서 토마스 프랭크 립스너와 결혼했다. 종교 의식은 다음날 펠리젠와일에서 열렸다. 그들은 1984년에 이혼했다. 슬하에 키라마리나 립스너(Kira-Marina Liepsner, 1977년 1월 22일 ~ )라는 딸을 두고 있으며, 2005년 5월 7일 베를린 니콜스쾨의 성 베드로 대성전에서 안드레아스 펠릭스 폴 폰 비스마르크(Andreas Felix Paul von Bismarck, 1979년 1월 31일 ~ 2019년 10월 31일)와 결혼했다.
1994년 아버지가 세상을 떠나자 키신저 소머 클래식 음악 축제의 이사회에 그의 자리를 차지했다. 그녀는 오랜 투병 끝에 베를린에서 사망했다. 그녀의 유골은 호엔촐레른 성에 묻혔다.